# Gumshoe (jeu vidéo)
Gumshoe est un jeu vidéo de tir au pistolet optique développé et publié par Nintendo sur les bornes d'arcade VS. System et sur la Nintendo Entertainment System. Le jeu sortit en Amérique du Nord en 1986, puis en Europe en 1988. Il ne fut pas distribué au Japon, ce qui était inhabituel pour un jeu de Nintendo. Le jeu a été conçu par Yoshio Sakamoto.

## Synopsis
M. Stevenson est un ex-agent du FBI reconverti en détective. Il reçoit une demande de rançon d'un patron de la mafia, King Dom, qui a kidnappé la fille de Stevenson, Jennifer. Stevenson doit récolter cinq diamants « Panthère Noire » en moins de 24 heures pour qu'il puisse revoir sa fille.

## Système de jeu
M. Stevenson marche de manière continue vers la droite, et saute si le joueur tire sur lui avec le NES Zapper. Le joueur doit également tirer sur les ennemis qui apparaissent sur l'écran. Tirer sur M. Stevenson pour le faire sauter ne dépensera pas les munitions, mais tirer ailleurs que sur lui fera diminuer les munitions d'une balle. Tirer sur des ballons rouges augmente le nombre de munitions.
Gumshoe contient quatre niveaux, chacun incluant une zone bonus secrète. Ces zones ne peuvent être accédées qu'en tirant sur au moins vingt ballons avant de franchir la section du niveau qui fait la transition avec la zone bonus.

## Sortie
La date de sortie du jeu changea plusieurs fois. Elle fut planifiée pour juin 1987, puis changée pour août 1986. Le jeu sortit finalement en septembre.

## Accueil
Dans un article de 2015 pour Uproxx, Nathan Birch classa Gumshoe comme pire jeu NES de l'ère « boîte noire », critiquant sa mécanique de jeu et ses trous qui tuaient instantanément le joueur, tout en le qualifiant « [d']un de ces jeux de Zapper moches où l'on doit protéger un personnage stupide qui se traîne vers l'avant de manière constante, inconscient des dangers présents autour de lui ». En 2023, Garrett Martin, de Paste, classa Gumshoe quatrième sur la liste des jeux Zapper de la NES. Martin trouva que Gumshoe était le jeu le plus « bizarre » et le plus « fascinant » de la liste, mais aussi le plus difficile, écrivant que « c'est si dur que la plupart [des joueurs] vont probablement perdre de l'intérêt [pour le jeu] avant de terminer le premier stage ».
En 2013, Simon Parkin d'IGN inclut Gumshoe sur une liste des dix titres « les plus importants, les plus intéressants ou les plus inhabituels et moins connus » par de célèbres développeurs de jeux. Parkin remarqua que Gumshoe représentait l'intérêt de Yoshio Sakamoto dans l'exploration de « scénarios sombres et inquiétants » qui contrastaient avec d'autres jeux de Nintendo. Il le nomma « un des mélanges du genre les plus curieux de cette période » et écrit que l'association entre le Zapper et la jouabilité de type plateforme « démontre la créativité inépuisable de Sakamoto ». Il considérait le jeu notoire pour être « un des premiers précurseurs du soi-disant Endless Runner qui a eu beaucoup de popularité sur iOS dans les dernières années »